# Laniellus langbianis
A Laniellus langbianis a madarak osztályának verébalakúak (Passeriformes) rendjébe és a Leiothrichidae családjába tartozó faj.

## Rendszerezése
A fajt Nils Carl Gustaf Fersen Gyldenstolpe svéd ornitológus írta le 1939-ben, a Crocias nembe Crocias albonotatus néven. Egyes szervezetek jelenleg is ide sorolják.

## Előfordulása
Délkelet-Ázsiában, Vietnám területén honos. Természetes élőhelyei a szubtrópusi vagy trópusi hegyi esőerdők. Állandó, nem vonuló faj.

## Megjelenése
Testhossza 22 centiméter.

## Életmódja
Gerinctelenekkel táplálkozik.

## Természetvédelmi helyzete
Az elterjedési területe nagyon kicsi és még csökken is, egyedszáma 1500-7000 példány közötti és csökken. A Természetvédelmi Világszövetség Vörös listáján veszélyeztetett fajként szerepel.